# Лососинное
Лососи́нное (карел. Lohijärvi) — деревня в Прионежском районе Республики Карелия, административно входит в состав Нововилговского сельского поселения. Находится на полуострове, на озере Лососинное.

## География
Деревня расположена на берегу озера Лососинное, слева от автодороги «Петрозаводск — Лососинное». По соседству с деревней расположены дачные посёлки и туристические базы отдыха. Рядом с деревней начинаются автодороги «Лососинное — Новое Лососинное» и «Лососинное — Машезеро».

## История
Деревня упоминается в писцовых книгах с XVI века под названием деревня у Лососина Озера. В XVIII веке это Лососинская деревня. В XX веке название окончательно изменилось: деревня Лососинное. Название деревне дано по озеру Лососинное.
В деревне действовала небольшая Никольская часовня, находившаяся в ведении притча машезерских церквей и известная богомольцам своей древней святыней — иконой свт. Николая Чудотворца.
В 1703 году при строительстве плотины на Лососинском озере (плотина требовалась для функционирования Петровского завода), строения, пашенные земли и сенные покосы деревни затопило. Жителям взамен «потоплой земли» были выделены участки на Петровском Заводе.
До Октябрьской революции 1917 года у деревни Лососинное действовали ломки красного кварцита, принадлежавшие купцу Ивану Антоновичу Тупицину.
Во второй половине XX века окрестности Лососинного стали популярным местом отдыха горожан. В 1970-х — 1980-х годах здесь строится несколько пионерских лагерей и турбаз — «Онежец» (с 2006 года — «Русский Север»), «Айно» и «Искорка», «Спутник». Кроме того, вблизи деревни расположено несколько дачных кооперативов — «Онежец-2», «Энергетик», «Лесное», «Импульс», «Ромашка», «Буревестник».
15 января 1973 года населённый пункт Лососинное был административно подчинён городу Петрозаводску.
15 ноября 2004 года Лососинное включено в состав Нововилговского сельского поселения Прионежского района.
В районе Лососинного регулярно проводятся музыкальные фестивали. В 2009 и 2010 годах в Лососинном проходил Международный молодёжный форум проектирования будущего «Гиперборея: битва идей».

## Население
Численность населения в 1905 году составляла 51 человек.
| 2002 | 2009 | 2010 | 2013 |
| ---- | ---- | ---- | ---- |
| 4    | ↘1   | ↗14  | ↗30  |

## Транспорт
Автобусное сообщение между Петрозаводском и Лососинным открыто в 1960-х годах.

## Русская православная церковь
- С правой стороны при въезде в деревню расположена, построенная в 2010 году, деревянная часовня Святой Екатерины Александрийской[11].